# Heliport Narsarmijit

i7
i11
i13
Der Heliport Narsarmijit (ICAO-Code: BGFD) ist ein Hubschrauberlandeplatz in Narsarmijit im südlichen Grönland. Da er kein Abfertigungsgebäude besitzt, wird der Heliport auch als Helistop bezeichnet.

## Lage und Ausstattung
Der Heliport liegt etwas östlich des Dorfs, liegt auf einer Höhe von 44 Fuß und hat eine mit Gras bedeckte kreisrunde Landefläche mit einem Durchmesser von 30 m.

## Fluggesellschaften und Ziele
Der Heliport wird von Air Greenland bedient, welche regelmäßige Flüge zum Heliport Aappilattoq und zum Heliport Nanortalik anbietet. Von dort aus kann über den Heliport Qaqortoq und den Heliport Narsaq der Flughafen Narsarsuaq erreicht werden.